# Charles V de Lorraine
Pour les articles homonymes, voir Charles de Lorraine.
 (septembre 2019).
Si vous disposez d'ouvrages ou d'articles de référence ou si vous connaissez des sites web de qualité traitant du thème abordé ici, merci de compléter l'article en donnant les références utiles à sa vérifiabilité et en les liant à la section « Notes et références ».
Charles V Léopold de Lorraine, appelé parfois « le Duc sans duché », né le 3 avril 1643 à Vienne et mort le 18 avril 1690 à Wels en Autriche, est duc de Lorraine et de Bar en titre de 1675 à 1690.
Élevé en exil à la cour de l'empereur Léopold Ier alors que les États lorrains sont occupés par les troupes françaises, Charles-Léopold de Lorraine devient prince héritier à la mort de son frère et embrasse une carrière militaire au service des Habsbourg au lieu de la carrière ecclésiastique à laquelle il était destiné. Il est nommé généralissime des armées impériales en 1675 et reconnu comme duc de Lorraine et de Bar la même année par l'ensemble des puissances européennes, excepté la France qui occupe toujours son duché. Dès lors, il devint un personnage clé des guerres austro-turques.
À la tête des troupes du Saint-Empire, il mit fin au second siège de Vienne par les Ottomans en 1683 aux côtés du roi élu de Pologne Jean III Sobieski lors de la bataille du Kahlenberg. Charles V poursuivit la guerre contre les Turcs en libérant Buda et Pest et en reconquérant la Hongrie sous l'égide de la Sainte Ligue évinçant ainsi la menace ottomane en Europe. Après quoi il est nommé commandant en chef des armées de la Ligue d'Augsbourg en 1688 mais tombe malade et meurt le 18 avril 1690.
Il est par ailleurs le mari de l'archiduchesse Éléonore d'Autriche, sœur de l'empereur Léopold Ier.

## Biographie

### Jeunesse
Fils cadet de Nicolas-François, brièvement duc de Lorraine, et de Claude de Lorraine, le jeune Charles est destiné à une vie ecclésiastique. Dès 1645 abbé de Gorze, il est nommé grand prévôt du chapitre canonial de Saint-Dié en 1648. Mais la mort de son frère aîné en 1659 en fait l'héritier présomptif du trône ducal, le fils que son oncle Charles IV a  de Beatrix de Cusances étant considéré comme illégitime. Le prince Charles renonce donc à une carrière religieuse.

### À la cour de France (1661-1662)
À partir de 1661, il séjourne à la cour de France. Il réside à Paris au palais du Louvre. Sa tante Marguerite de Lorraine, tante par alliance de Louis XIV, vit avec ses filles au Palais du Luxembourg. Charles est très proche de l'aînée,  Marguerite-Louise d'Orléans, mais il doit renoncer à elle lorsqu'elle épouse à son grand regret le grand-duc de Toscane Cosme III ; il l'accompagne cependant dans son voyage, jusqu'à la frontière italienne.
En 1662, il est fiancé à Marie-Jeanne-Baptiste de Savoie, aussi parente de Louis XIV, mais ses vues vont de nouveau être contrariées : il s'oppose ouvertement au traité de Montmartre (6 février 1662), par lequel son oncle Charles IV, cède la Lorraine et le Barrois à la France. Les fiançailles sont alors rompues et le jeune Charles quitte la France pour s'installer auprès de l'empereur Léopold Ier, la Lorraine et une partie du Barrois étant terres d'Empire.

### Au service de l'empereur
Charles se met au service de l'Empereur dès 1663. Le 1er août 1664, il s'illustre à la bataille de Saint-Gothard contre les Turcs. 
En septembre 1675, il est nommé généralissime des armées impériales et prend le titre de duc de Lorraine et de Bar, son oncle Charles IV étant mort le même mois. Tous les États européens le reconnaissent comme tel, à l'exception de la France, qui occupe les duchés.

### Un mariage princier

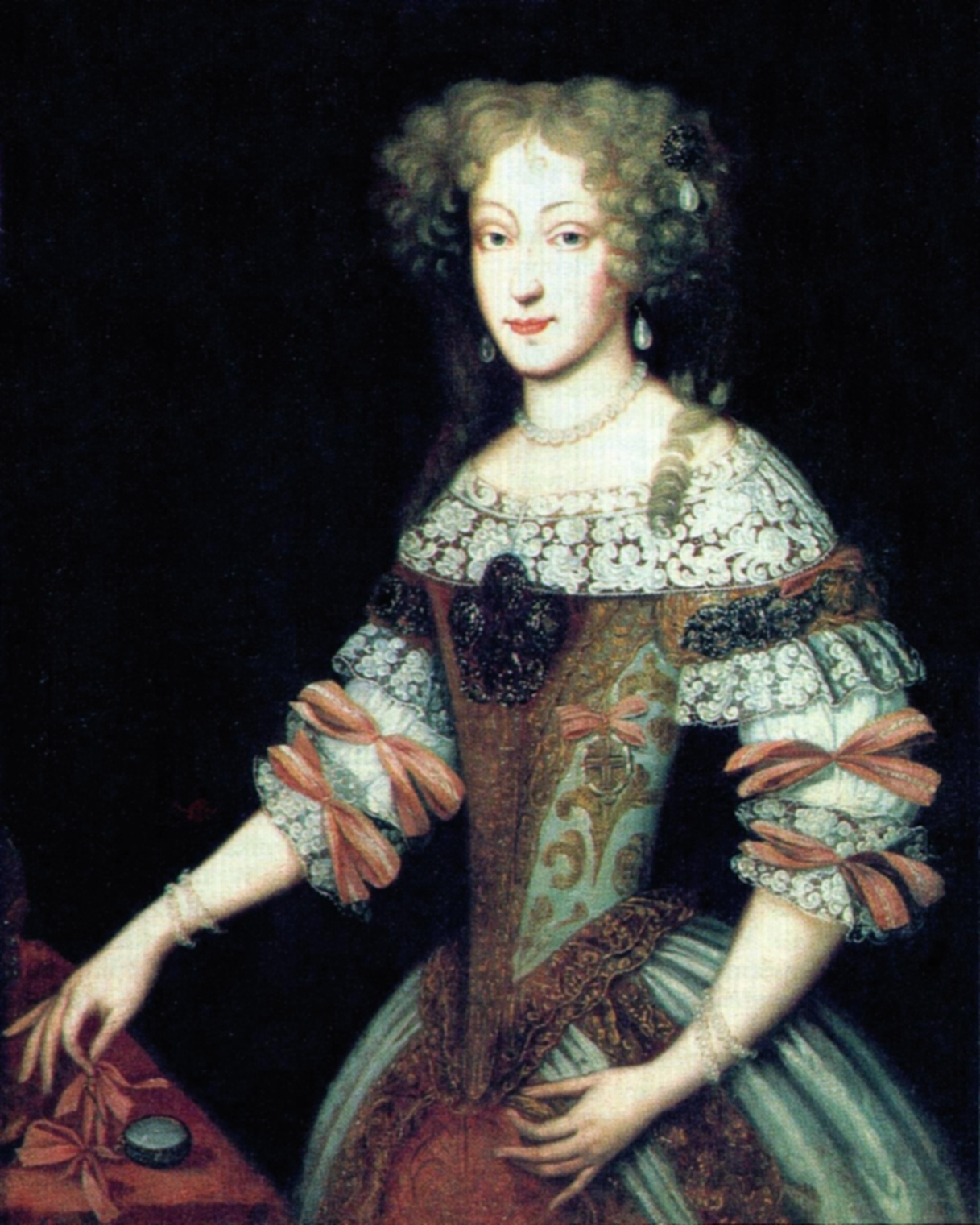
L'archiduchesse Éléonore, reine de Pologne

À la cour de Vienne, Charles fréquente la jeune demi-sœur de l'empereur Léopold Ier, l'archiduchesse Éléonore d'Autriche (1653-1697), « reine douairière de Pologne ».
Après cinq années de relations sentimentales, en 1678, Charles l'épouse ; c'est un mariage d'amour.
Pourtant ce mariage sans avantage politique pour une archiduchesse de la Maison de Habsbourg, sœur de l'Empereur et reine de surcroît (Tu, Felix Austria Nube) et un duc sans territoire, excite les jalousies et fait jaser. L'Empereur fait taire les oppositions en donnant à son beau-frère le gouvernement de la province de Tyrol, permettant ainsi au jeune couple de vivre loin des intrigues de la Hofburg tout en maintenant son rang.
De santé précaire, le duc appelle à son chevet le frère capucin vénitien Marc d'Aviano dont les dons thaumaturges commencent à être connus. Guéri, le duc parle du capucin à son beau-frère l'empereur Léopold Ier. Le capucin et l'empereur se lieront d'amitié et feront cause commune avec le duc de Lorraine dans la Grande guerre turque qui consacrera la défaite de l'Empire ottoman en Europe.

### Une grande carrière militaire

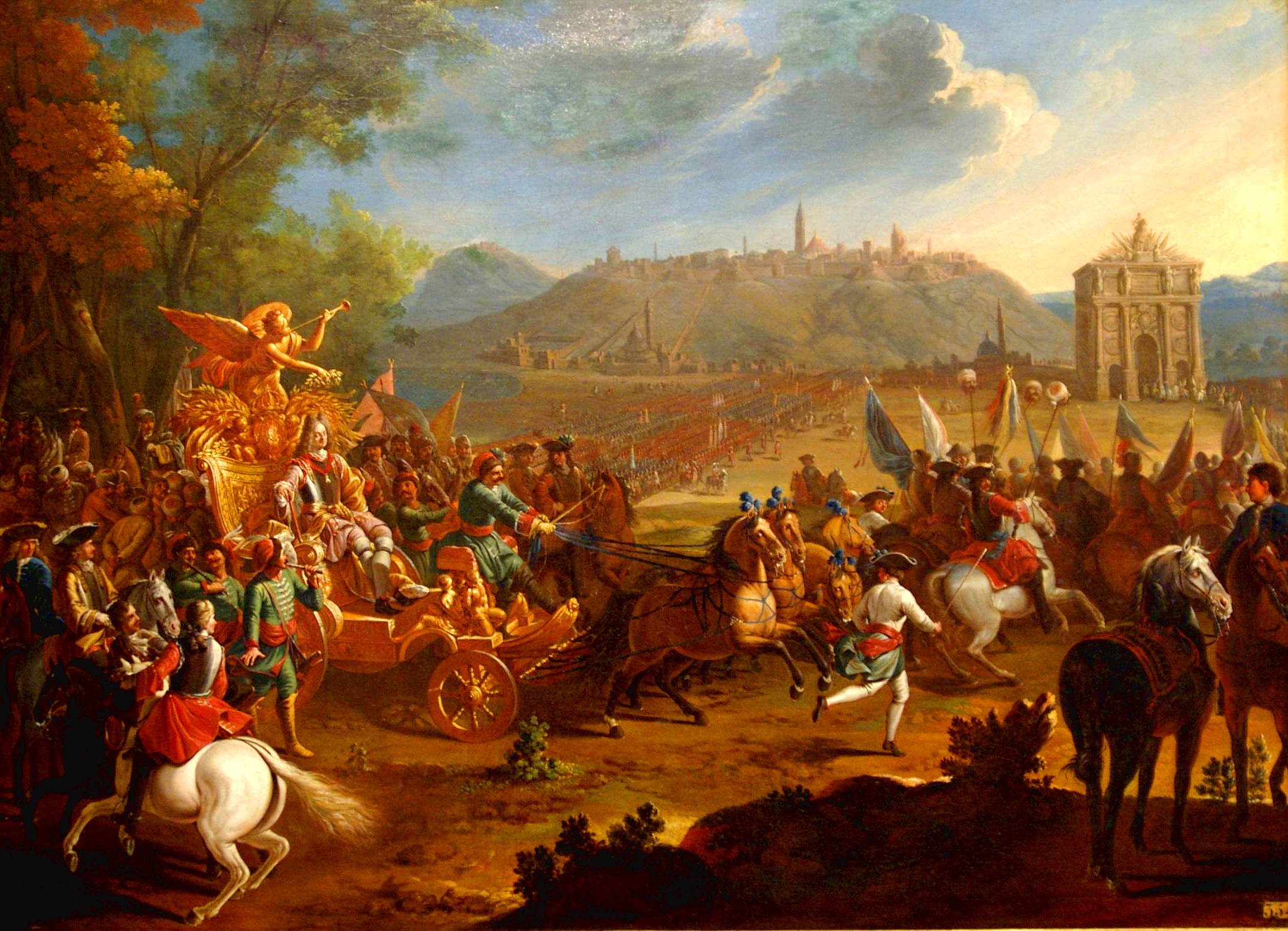
Entrée triomphale de Charles V dans Buda.

En septembre 1683, avec le concours du roi de Pologne Jean III Sobieski, il vainc les Turcs qui assiégeaient Vienne depuis deux mois. Il mène ensuite plusieurs expéditions dans la partie de la Hongrie occupée par les Ottomans, et est victorieux au siège de Buda (1686) dont il s'empare. Il est vainqueur à la bataille de Mohács et reconquiert la Hongrie, puis la Slavonie et la Transylvanie en 1687.
Tombé une première fois malade, il abandonne son commandement en mai 1688 à Maximilien Emmanuel, électeur de Bavière. Rétabli, il reçoit un commandement lors de la guerre de la Ligue d'Augsbourg, mais tombe malade de nouveau ; il meurt le 18 avril 1690.
Si l'on en croit Voltaire, Louis XIV, en apprenant sa mort, déclara : « J'ai perdu le plus grand, le plus sage et le plus généreux de mes ennemis. »

## Postérité
Par son mariage et sa présence à la cour de Vienne, Charles V a tissé des liens familiaux et culturels forts avec les Habsbourg d'Autriche, lesquels prépareront les destinées de son petit-fils François III de Lorraine.
De son union avec Éléonore naissent :
- Léopold Ier (1679 † 1729), duc de Lorraine et de Bar ; épouse en 1698 Élisabeth-Charlotte d'Orléans (1676-1744)
- Charles-Joseph (1680 † 1715), primat de Lorraine en 1687, évêque d'Olmütz en 1695 et prince-évêque d'Osnabrück en 1698 puis archevêque-électeur de Trêves (1711-15) ;
- Éléonore (1682 † 1682) ;
- Charles Ferdinand (1683 † 1685) ;
- Joseph Innocent Emmanuel Félicien Constant (1685 † 1705), général dans l'armée impériale, mortellement blessé à la Bataille de Cassano ;
- François (1689 † 1715), abbé de Malmédy et de Stavelot.